# Юстин I
Флавий Юстин I (лат. Flavius Justinus; греч. Ἰουστίνος) — восточно-римский император (518—527), чьё правление стало «прологом» к блестящему царствованию его племянника Юстиниана I.
Воцарение Юстина означало новую эру в религиозной политике империи. Два предыдущих императора, Зенон и Анастасий, придерживались монофизитского направления. После того как в 482 году Зенон выпустил свой «Энотикон», призванный стать компромиссом между враждующими партиями, отношения Константинополя с Римом были прерваны, пока в 518 не произошёл поворот к строгому халкидонизму. Были восстановлены отношения с папой римским и прекращена акакианская схизма, вернулись из изгнания защитники халкидонизма. Всё это стало сигналом к началу халкидонской реакции по всей империи. В Египте и Сирии начали проявляться сепаратистские тенденции. Начались гонения на епископов, защищавших монофизитство. Число сосланных и бежавших епископов достигло 54. Тысячами изгонялись монахи, среди которых было немало преданных монофизитству. Несторианство, у которого после осуждения на Эфесском соборе сохранились многочисленные последователи в Сирии и Месопотамии, также продолжало оставаться проблемой. После разгрома школы в Эдессе императором Зеноном в 489 году несторианских учителей и студентов приняли под своё покровительство персы, позволившие основать новую школу в Нисибисе, ставшую центром обширной прозелитической деятельности. Не меньшую опасность представляли мощное арианское Остготское королевство и всё ещё существовавшее язычество, окончательно разгромленное на территории империи лишь при Юстиниане, закрывшем философскую школу в Афинах только в 529 году.
С воцарением Юстина в Византии появилась новая династия, называемая по традиции именем её второго представителя. В момент своего избрания Юстин смог получить поддержку высшей аристократии и сочувствовавшей ей партии венетов. Причинами этого были их ожидания усиления своего влияния при слабом императоре, а также общность религиозных взглядов.

## Происхождение и военная карьера
Юстин родился в 450 или 452 году и в юном возрасте, спасаясь от нужды, пешком пришёл из Бедерианы в Константинополь и нанялся на военную службу. По мнению А. Васильева это произошло около 470 года, то есть в царствование императора Льва I (457—474). В конце своего царствования Лев I организовал новый отряд дворцовой стражи экскувиторов, в который набирали солдат из разных частей империи, и обладавший хорошими физическими данными Юстин был в него принят. О карьере Юстина в царствование Зенона (474—491) ничего не известно, но при Анастасии он в звании дукса участвовал в Исаврийской войне (492—497) под командованием Иоанна Горбатого. Затем Юстин принимал участие в войнах с Персией в качестве военачальника (comes rei militaris) под началом военного магистра Келера. В конце царствования Анастасия отличился при подавлении восстания Виталиана. Таким образом, Юстин завоевал расположение императора и был назначен начальником дворцовой стражи в ранге комита (comes excubitorum) и сенатора.
Не известно, когда он вызвал в столицу своих племянников, в числе которых был будущий император Юстиниан I. Предполагается, что это произошло примерно в возрасте двадцати пяти лет, затем в течение некоторого времени Юстиниан изучал богословие и римское право, после чего ему был присвоено звание лат. candidati, то есть личного телохранителя императора. Другие племянники Юстина, Герман, Бораид и Юст, также поступили на военную службу. Будучи бездетным, Юстин усыновил Юстиниана — сына своей сестры Вигилантии.

## Восшествие на престол
Восьмидесятилетний Анастасий умер в ночь с 8 на 9 июля 518 года. Император не оставил ни прямого наследника, ни указания о том, кого он хотел бы видеть на престоле. Из трёх его племянников, полководцы Помпей и Ипатий, отсутствовали в столице, а их кузен Проб из-за своих нехалкидонских религиозных взглядов не пользовался значительной поддержкой населения. Помимо племянников, родственником покойного императора был муж племянницы Анастасия Ирины Флавий Олибрий Юниор, потомок двух знатнейших семейств империи. События, приведшие к избранию императором Юстина, описаны в многочисленных источниках, особенно ценным из которых является документ, включенный в составленный в X веке Константином Багрянородным сборник «О церемониях». Автором этого документа был, скорее всего, видный юрист и дипломат Пётр Патрикий.
Непосредственно после смерти старого императора силенциарий послал сообщение магистру оффиций Келеру и Юстину, в то время начальнику дворцовой стражи. Оба прибыли вместе с подчинёнными им стражниками, Келер призвал подчинённых ему схолариев, а Юстин экскувитов, после чего было сделано официальное объявление о смерти императора. На следующее утро демы собрались на Ипподроме, проводя аккламацию с требованием нового императора. В это время во дворце препозит священной опочивальни евнух Амантий организовал переговоры высших чиновников и патриарха Иоанна II. Поскольку собравшиеся не смогли прийти к согласию, экскувиторы на Ипподроме провозгласили императором одного из офицеров экскувитов, некоего Иоанна и подняли его на щит. Однако венеты не поддержали это и началось столкновение между фракциями, в котором несколько человек погибло. Затем схоларии провозгласили императором одного из своих старших офицеров, презентального военного магистра Патрикия, что вызвало новые столкновения. Также была сделана попытка избрать Юстина, но тот отказался. Эскувиторы предлагали также избрать племянника Юстина, Юстиниана. Наконец сенаторы согласились на кандидатуру Юстина. Некоторые из схолариев не согласились с таким выбором, один из них напал на нового императора и разбил ему губу. Однако решение Сената было поддержано армией, и демам пришлось согласиться. Юстин вышел на Ипподром, венеты и прасины приветствовали его. Затем Юстину были вручены пурпурные одежды и он вошёл вместе с патриархом в кафисму. Стоя на щите, Юстин получил цепь из рук Годилы, командира легиона лат. Lanciarii. Военные знамёна, лежащие до этого на земле, были подняты. Юстин, закрытый поднятыми щитами солдат, переоделся, и патриарх Иоанн возложил на его голову корону. Народ приветствовал нового императора, после чего был зачитан указ о выдаче каждому солдату пяти золотых номисм и фунта серебра. После чего, как сказано в тексте Петра Патрикия, оставшаяся часть церемонии прошла так же, как некогда у Анастасия.
Избрание Юстина, при наличии более знатных и заслуженных сенаторов и военачальников, стало полной неожиданностью. Византия в VI веке не знала принципа легитимности престолонаследия, и положение Юстина до утверждения сенатом было не очень прочным. Непосредственно после его избрания против нового императора препозит Амантий составил заговор в пользу своего племянника, комита доместиков (comes domesticorum) Феокрита. Евагрий Схоластик сообщает, что Амантий предложил денег Юстину, вероятно, когда выбор нового императора ещё не состоялся, чтобы тот поддержал Феокрита. Поддерживаемый другими сановниками, среди которых Иоанн Малала называет Маринуса, доверенного сановника Анастасия, он вошёл в собор святой Софии с целью публичного осуждения нового императора. Однако заговорщики не были поддержаны, и заговор был подавлен в зародыше. Амантий, Феокрит и Андрей Лаусиакос были казнены. Особо жестокая казнь досталась Феокриту, как потенциальному претенденту на престол — его раздавили огромными камнями в тюрьме. Остальные два были обезглавлены. Ещё два заговорщика, Мисаель и Ардабур, были отправлены в ссылку на север, в Сардику.
В своей «Тайной истории» Прокопий отрицает наличие заговора, говоря об этих события так: «Не прошло и десяти дней по достижении им власти, как он убил, вместе с некоторыми другими, главу придворных евнухов Амантия без какой-либо причины, разве лишь за то, что тот сказал какое-то необдуманное слово архиерею города Иоанну». Под «ним» Прокопий имеет в виду Юстиниана, согласно своей концепции несамостоятельности царствования Юстина. Одни из заговорщиков, Маринус, не только избежал наказания, но и занял в 519 году высокий пост префекта претория Востока. В 554 году, в своём эдикте XIII, Юстиниан упомянул о нём, как о славном деятеле эпохи Анастасия. Мисаель впоследствии вернулся в Константинополь, о чём упомянул монофизитский историк Иоанн Эфесский. Возможно, заговор имел религиозную основу. По крайней мере, Марцеллин Комит говорит о заговорщиках как о «манихеях», что было обычной практикой в отношении противников Халкидонского собора в то время. В сирийской хронике VI века Захарии Митиленского, а также в других сирийских источниках, Амантий объявляется мучеником за свободу своей веры. Не совсем понятные обстоятельства заговора и противоречивые описания в источниках сделали этот заговор объектом многочисленных исследований. По одной из теорий, заговор был фальсифицирован новой династией с целью устранения Амантия.

## Общая характеристика правления
Прокопий, характеризуя Юстина, пишет, что тот не сделал стране ничего хорошего и ничего плохого, оставаясь и на троне крестьянским мужиком. В «Тайной истории» утверждается, что он не знал даже алфавита и для подписи указов прибегал к хитрости — придворные вырезали из дощечки трафарет, а Юстин просто обводил буквы. Фактически, Юстин совершенно не занимался управлением страной, предоставив власть квестору Проклу, который вершил правление по своему усмотрению. При таком слабом императоре Юстиниану не составило большого труда ещё при жизни дяди начать прибирать к рукам будущее наследство. Современные следователи полагают такую характеристику преувеличением: как крупный военачальник Юстин не мог не иметь дела со значительным документооборотом. Вероятно, анекдот о трафарете означает лишь, что он не был, в отличие от императора Феодосия II, хорошим каллиграфом.

## Внутренняя политика
Получив поддержку при избрании и успешно подавив заговор Амантия, новое правительство, главной силой которого был Юстиниан, решило вернуть тех, кто был несправедливо подвергнут изгнанию в предшествующее царствование. В числе наиболее знаменитых изгнанников хроники называют патрикия Апиона, сенаторов Диогениана и Филоксена и других. Все они были возвращены в столицу на прежние должности, а затем повышены. Апион был назначен префектом претория Востока, Диогениан возглавил войска на востоке, а Филоксен в 525 году стал консулом Запада.
Однако наибольшее влияние оказало возвращение Виталиана, влиятельного военного лидера, который, занимая пост комита федератов, чуть не сверг Анастасия и с которым недавно сражался Юстин. Несмотря на то, что войска Виталиана были разбиты, он всё равно оставался главной силой на Балканах. Поскольку разногласия Виталиана с прежним правительством внешне носили религиозный характер, а новая династия поддерживала православие, Виталиан и Юстин встретились и поклялись друг другу в верности. Евагрий прямо говорит, что, возвращая Виталиана, Юстин опасался его силы и подозревал в желании захватить трон. Виталиан согласился занять пост начальника так называемых бессменных войск (лат. in praesenti), а в 520 году стал консулом. Это привело к ожидаемым последствиям, и Балканы были успокоены, однако, будучи гораздо более опытным политиком, чем престарелый Юстин и молодой Юстиниан, Виталиан представлял для них постоянную опасность. О смерти Виталиана информация в хрониках не очень подробна. Евагрий просто говорит, что он был убит около одной из дверей дворца. В хронике Иоанна Малалы говорится, что события произошли на седьмой месяц консульства Виталиана, во время игр на Ипподроме, которые Виталиан открывал как консул. В ходе возникших беспорядков Виталиан вместе со своим секретарём Келерианом и Павлом был убит во дворце. «Тайная история» прямо называет Юстиниана виновником смерти консула. Эту точку зрения разделяли также Виктор Туннунский и Иоанн Зонара. После смерти Виталиана его пост начальника бессменных войск занял Юстиниан.
Иоанн Малала сообщает о волнениях, спровоцированными венетами в 519 году во всех крупных городах империи. Значительными были беспорядки в Антиохии в Сирии, вынудившие в начале 520-х годов отменить местные Олимпийские игры. Беспорядки начали стихать только к 523 году после принятия решительных мер.

## Религиозная политика

### Примирение с Римом

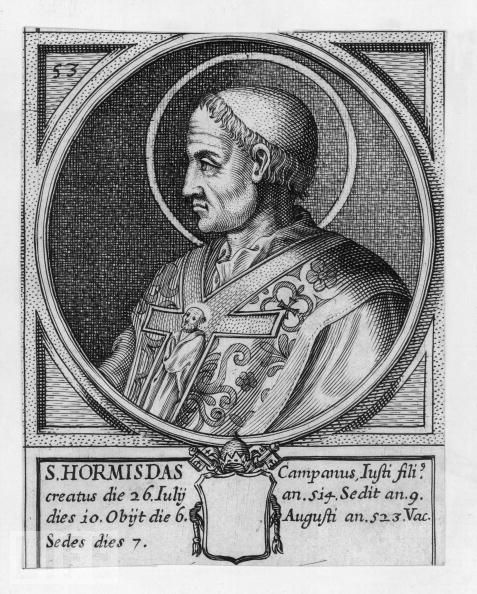
Папа Гормизд

Первые значимые действия Юстина как императора относились к области религиозной политики и касались утверждений решений Халкидонского собора в восточных провинциях империи, противником чего был покойный император. 15 июля толпа горожан и монахов потребовала от патриарха Иоанна анафематствования Севира Антиохийского и восстановлении веры Халкидонского собора. Уже 20 июля на соборе, в котором приняли участие более 40 епископов, были приняты решения о восстановлении в диптихах исключённых при монофизитах патриархов и папы Льва Великого, восстановлении на своих кафедрах изгнанных епископов-халкидонитов и осуждении Севира. Фактически, монофизитство было криминализировано, его последователи были изгнаны либо сами переселились в пустыню, Севир бежал в Египет. Церковный историк Евагрий Схоластик писал, что полководец Виталиан «выпросил себе у императора язык Севира — за то, что Севир в своих речах обыкновенно оскорблял его». Ранее Виталиан поднял восстание и, осадив Константинополь, требовал от Анастасия защитить истинную веру. Вопрос о том, придерживался ли Юстин I столь строгих халкидонитских взглядов, как ему приписывают церковные историки VI века и как, вслед за ними, считают А. А. Васильев и А. Грильмайер, является спорным. Известно, однако, что при Анастасии он участвовал в подавлении восстания Виталиана. Учитывая, что другой лидер антихалкидонитов, Филоксен Маббугский был изгнан только в следующем году, альтернативная версия предполагает, что преследования не были столь жестокими и не являлись государственной политикой, а были результатом давления, возможно — константинопольских монахов.
Копии решений Константинопольского собора 1518 года были направлены патриархом Иоанном другим влиятельным иерархам. Сохранилось два его послания, адресованные Иоанну, патриарху Иерусалима и Епифанию, епископу Тира. В ответ на эти послания был проведён ряд поместных соборов — 6 августа 518 года в Иерусалиме, 16 сентября в Тире и в сирийской Апамее. Все они, с незначительными региональными вариациями, осудили монофизитство. После собора в Иерусалиме монах Савва Освященный направил решения обоих соборов в Кесарию и в Скифополис. В Тире прошли массовые выступления горожан против Севира. На соборе в Сирии был отлучён от церкви антихалкидонитский епископ Пётр Апамейский, который также бежал в Египет. Хронист XII века патриарх Михаил Сириец называет 44 изгнанных епископов-антихалкидонитов. Внедрением либеллуса в Сирии занимался назначенный Юстином преемник Севира, патриарх Павел Иудей.
1 августа 518 года, через три недели после восшествия на престол, Юстин направил в Рим папе Гормизду письмо, в котором сообщал о своём избрании (против собственной воли, но с согласия народа, сената и армии) и просил папу молитвами укрепить начало своего правления. 7 сентября ещё три письма были отправлены из Константинополя через комита (лат. sacri consistorii comes) Гратуса, который доставил их в Рим 20 декабря того же года. В первом из этих писем патриарх Иоанн выражал свою собственную веру согласно канонам четырёх Вселенских соборов, сообщал, что имя папы Льва будет включено в диптихи, как и имя Гормизда. Далее Иоанн выражал надежду, что в результате совместных усилий истинная вера будет восстановлена и просил папу прислать своих легатов в Константинополь. В письме императора Юстина сообщается о проведённом недавно в Константинополе соборе и также содержится просьба о присылке папского посольства. Третье письмо, написанное Юстинианом, сообщает, что Гратусу дана также инструкция посетить короля Теодориха в Равенне. В отличие от патриарха и императора, Юстиниан просит папу, по возможности, прибыть в Константинополь лично и как можно скорее. Между январём и мартом 519 года Гормизд написал несколько писем членам семью Юстина. Самому императору папа подробно разъяснил догматы Халкидонского собора и томоса папы Льва Великого, Юстиниану сообщил о важности пребывания у власти их семьи и дал наставление в вере, императрицу Евфимию просил укреплять её мужа в благочестии ради поддержания церковного мира. Впрочем, подобные письма Гормизд написал также и другим важным придворным и их жёнам.
Основанием для желаемого императорским двором примирения с церковным Западом, возглавляемым папой Гормиздом, должно было стать не только принятие решений Халкидонского собора, но и подписание восточными епископами составленного папой специального документа, Libellus Hormisdae. Согласие с этим документом предполагало осуждение константинопольского патриарха Акакия (472—489), в правление которого возник церковный раскол между Востоком и Западом, и всех тех, кто находился с ним в общении. Чтобы убедиться в том, что восточные епископы подпишут libellus, папа отправил в Константинополь своих легатов, которые на пути в столицу добивались подписей провинциальных иерархов. 24 марта 519 года папские послы прибыли в Константинополь и были встречены в десяти милях от столицы представительной делегацией, включавшей Виталиана, Юстиниана и Помпея, племянника покойного императора Анастасия. Вместе с процессией ликующих горожан, несущих зажжённые свечи, послы вступили в столицу. Уже 26 марта их почтительно принял император в присутствии сената и епископов. На предложение встретиться с патриархом легаты ответили отказом, сославшись на то, что Гормизд запретил им участвовать в диспутах, а только добиваться подписания либеллуса. Под давлением императора патриарху Иоанну пришлось согласиться на все требования Гормизда. 28 марта состоялась церемония подписания документа. Имена патриарха Акакия, его четырёх преемников, императоров Зенона и Анастасия, были вычеркнуты из диптихов, хотя этого Гормизд и не требовал. 28 марта, под давлением императора, патриарх Иоанн II подписал libellus, что формально восстановило церковное единство.

### Теопасхистские споры
Группа монахов во главе с Иоанном Максенцием прибыли в Константинополь из Малой Скифии во второй половине 518 года или в начале 519 года, до прибытия папских легатов. Рядом исследователей высказывалось предположение, что они прибыли в столицу вместе с Виталианом, хотя обоснований этому не приводится. Изначально заявленной их целью было добиться разрешения своего спора с епископом Томиса Патерном. Вскоре выяснилось, что главной своей задачей они видели прекращение спора между сторонниками и противниками Халкидонского собора, для чего они требовали принять теопасхистскую формулу лат. Christus unus ex trinitate incarnatus et passus. Они сразу привлекли к себе внимание, обвинив некоего диакона Виктора, строгого халкидонита, в несторианстве за то, что тот, ссылаясь на послания папы Льва I и Кирилла Александрийского, отказался выполнить их требования. Виталиан, приходившийся родственником одному из монахов и находившийся в конфликте с Патерном, поощрял монахов к обострению конфликта, хотя детали его отношений с ними полностью гипотетичны.
Прибытие монахов пришлось на разгар ещё одного внутрицерковного конфликта. После изгнания со своей кафедры епископа Антиохийского Севира этот важный церковный пост уже несколько месяцев оставался вакантным. Из переписки Гормизда с диаконом Диоскором известно, что последний рассматривался в качестве одного из возможных кандидатов. Возможно, затянувшееся решение этого вопроса было связано с осложнившейся после прибытия монахов ситуацией и противодействием Виталиана и скифских монахов избранию Диоскора, чему можно найти подтверждения в письмах из Collectio Avellana. В конце июня 519 года легаты сообщили папе об избрании Павла Иудея. Прибывшим в марте 519 года легатам монахи предложили подписать документ, полное название которого, лат. Libellus fidei oblatus legatis apostolicae sedis Constantinopolim quem accipere noluerunt («Ходатайство о вере послам апостольского престола в Константинополе, которые они отказались принять»), указывает на то, что папские посланцы его отвергли. Целью этого документа, как заявлено в его прологе, являлось дополнение решений Халкидонского собора теопасхистской формулой для более эффективной борьбы с ересями. В основной части документа приводились цитаты из произведений Отцов Церкви в подтверждение этому взгляду.
Весной 519 года прошёл ряд встреч для примирения монахов, Патерна Томийского, Виталиана, Виктора, легатов и патриарха Иоанна II. Единственным источником сведений об их встречах являются отчёты легатов Гормизду. Их твёрдая позиция состояла в том, что ничего не может быть добавлено к решениям четырёх вселенских соборов. Из совместного письма, отправленного после их отбытия 29 июня в Рим легатами и диаконом Диоскором, известны дополнительные подробности событий. Оказывается, по приказу императора Юстина и Виталиана было организовано несколько бесплодных дискуссий, в которые, помимо их воли и инструкций папы, были вовлечены легаты. Письмо содержит призыв папе проявить осторожность в этом, «наведшем ужас на Православную Константинопольскую церковь», деле. Тем же днём датировано письмо папе Юстиниана, в котором также содержатся предостережения против коварства монахов. Однако несколько дней спустя, в начале июля, позиция Юстиниана изменилась на противоположную, и он выслал новое письмо, в котором выражал мнение, что формула скифских монахов может стать панацеей в споре двух партий и дать империи религиозный мир. Возможно, позиция будущего императора изменилась под влиянием Виталиана, однако и после убийства последнего Юстиниан продолжал её придерживаться.
Не достигнув своей цели в Константинополе, монахи летом 519 года отправились в Рим, чтобы обратиться непосредственно к папе. Вместе с ними в Рим отправились письма — не сохранившаяся положительная рекомендация от Виталиана, два письма от легатов, крайне враждебного к монахам содержания, и письмо от Юстиниана. Легаты предупреждали папу против опасных новаций и возврата ко временам Евтихия. Письмо Юстиниана описывало монахов как людей, которые «… более заботятся о создании конфликтов, чем о благочестии и божьем мире […]; поскольку пустая болтовня тех, кто спешит ввести новации в церкви, приводит к повсеместному возбуждению толпы». Однако несколько дней спустя Юстиниан пишет два новых письма, уже в более благоприятном для монахов тоне, выражая надежду достичь мира между церквями. По мнению Э. Шварца, первое письмо было написано под влиянием Диоскора, а последующие — под влиянием Виталиана. Достаточно быстро монахи утомили папу Гормизда, и были вынуждены покинуть апостолический престол, не достигнув цели своей миссии. В январе 520 года Юстин I сообщил в Рим о том, что в Константинополь приходит большое количество петиций из восточных провинций по поводу «unus de trinitate». С целью сделать эту формулу более привлекательной для Рима в июле 520 года Юстиниан направил письмо, где со ссылкой на Августина предлагал толкование слова «unus» как «una de Trinitate persona» («одно лицо из Троицы»). После длительной задержки, письмом от марта 521 года, папа вновь отказался как-либо дополнять положения, содержащиеся в послании папы Льва I и Халкидонского собора.

## Внешняя политика
Во внешней политике Юстин продолжал борьбу с Персией за Лазику, но без особого успеха. Он отказался усыновить сына персидского царя, опасаясь связанных с этим дипломатических осложнений.
Юстин проводил более активную политику насаждения христианской веры, особенно в Аравии. При нём Византия активно поддержала Аксумское царство (в современной Эфиопии, где христианство было принято как государственная религия в 333 году (третья страна в истории). В 517 году царь Аксума Калеб Элла-Асбэха со своей армией вторгся через пролив в Химьяр, иудейскую страну в современном Йемене (иудаизм стал в Химьяре государственной религией с 391 года при царе по имени Абукариб Асад), перекрывшую пути аксумско-византийской и индо-византийской торговли из-за репрессий по отношению к иудеям в Константинополе. Эфиопы захватили Зафар, столицу Химьяра, но в 518 году химьяриты отвоевали столицу и перебили аксумский гарнизон Зафара, а затем (523) после осады и капитуляции христианского города Наджран убили тысячи отказавшихся обращаться в иудаизм («Св. Арефа и 4299 мучеников награнских»). В ответ император Юстин послал своего лучшего военачальника, племянника Юстиниана, с войском на помощь Аксуму, для уничтожения Химьяра. И в 525 году войска Аксумского царства и ограниченный контингент из Византии на 70 кораблях (отправлены из порта о. Тиран на севере Красного моря), разгромив армию химьярского царя Юсуфа Зу-Нуваса, убили его, положив конец существованию иудейского Химьяритского царства. Затем под руководством Юстиниана объединённые силы Византии и Аксума жестоко обратили в христианство местных жителей.
Юстин поддерживал отношения с молодым Остготским королевством Теодориха: так, в 519 г. консулом был назначен Эвтарих, зять Теодориха. Для укрепления отношений император впоследствии усыновил Эвтариха. После этого, в 522 г. консулами были назначены Боэций и Симмах. В конце 526 г. Юстин принял посольство остготов, связанное с кризисом престолонаследия после смерти Теодориха Великого. Являясь сторонником имперских законов, сам Теодорих после смерти своего сына рекомендовал вождям германцев назначить королём своего десятилетнего внука, Аталариха, а до совершеннолетия поставить при нём регентшей его мать Амаласунфу. По германским же законам власть должна была отойти Теодату, племяннику Теодориха. Поскольку Юстин умер весной 527 года, судьба посольства решалась уже не им, а Юстинианом, видевшим в происходящем шанс вмешательства в дела Остготского королевства.